# Orlen Nations Grand Prix
De Orlen Nations Grand Prix is een meerdaagse Poolse wielerwedstrijd voor renners onder de 23 jaar, die voor het eerst werd gereden in 2019. De koers bestaat uit twee etappes een ploegentijdrit en een rit in lijn. De eerste winnaar is de Fransman Nicolas Prodhomme

## Lijst van winnaars

### Overwinningen per land
| Overwinningen | Land                             |
| ------------- | -------------------------------- |
| 2             | Frankrijk, Nederland             |
| 1             | Denemarken, Oostenrijk, Slovenië |